# UTC+11
| Süd-Sommer-/Nord-NormalzeitSeegebiet | Nord-Sommer-/Süd-NormalzeitStandardzeit ganzjährig |

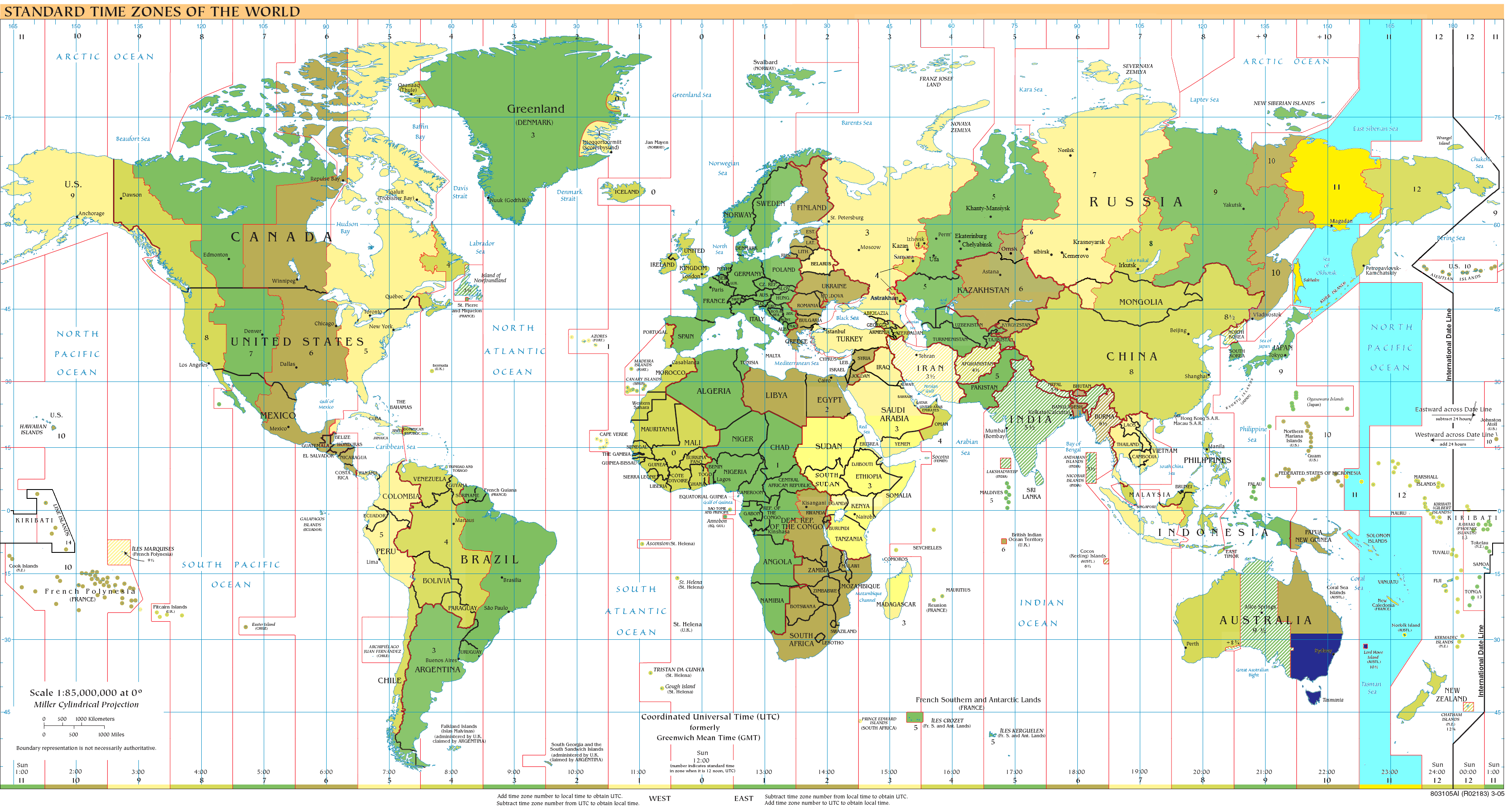
UTC+11:

UTC+11 ist eine Zonenzeit, welche den Längenhalbkreis 165° Ost als Bezugsmeridian hat. Auf Uhren mit dieser Zonenzeit ist es elf Stunden später als die koordinierte Weltzeit und zehn Stunden später als die MEZ.

## Geltungsbereich

### Ganzjährig
- Frankreich
  -  Neukaledonien
- Föderierte Staaten von Mikronesien
  -  Kosrae
  -  Pohnpei
- Papua-Neuguinea
  -  Bougainville
- Russland
  -  Oblast Magadan
  -  Oblast Sachalin
  -  Republik Sacha (Jakutien)
    - nur in den Ulussen Abyj, Allaicha, Moma, Nischnekolymsk, Srednekolymsk und Werchnekolymsk
- Salomonen
- Vanuatu

### Normalzeit (Südliche Hemisphäre)
- Australien
  -  Norfolkinsel

### Sommerzeit (Südliche Hemisphäre)
- Australien
  -  Australian Capital Territory
  -  New South Wales (ausgenommen Broken Hill, aber einschließlich der Lord-Howe-Insel)
  -  Tasmanien
  -  Victoria